# أنديرس مانغا
أنديرس مانغا (بالإنجليزية: Anders Manga)‏ هو مغني أمريكي، ولد في 15 مايو 1973.

## وصلات خارجية
- الموقع الرسمي
- أنديرس مانغا على موقع ميوزك برينز (الإنجليزية)
- أنديرس مانغا على موقع ديسكوغز (الإنجليزية)